# Spodnja Velka
Spodnja Velka – wieś w Słowenii, w gminie Šentilj. W 2018 roku liczyła 436 mieszkańców.